# 費多里夫卡 (科托夫斯克區)
47°39′6″N 29°41′48″E / 47.65167°N 29.69667°E
費多里夫卡（烏克蘭語：Федорівка）是位於烏克蘭西南部的村莊，由敖德萨州波季利斯克区的庫亞利尼克市鎮負責管轄。該村始建於1836年，面積1.21平方公里，海拔高度228米，2001年人口460，人口密度每平方公里380.17人。